# Stadion Skif we Lwowie
Stadion Lwowskiego Państwowego Uniwersytetu Kultury Fizycznej „Skif” (j.ukr. Комплексно-спортивна база Львівського державного університету фізичної культури «Скіф») – stadion na Ukrainie, we Lwowie w dzielnicy Cetnerówka w rejonie łyczakowskim przy ulicy Czeremszyny 17.

## Historia

### 1895-1945
Jest to najstarszy czynny stadion we Lwowie, powstał w 1897 na Cetnerówce na zachód od Parku Łyczakowskiego. Teren na którym został wybudowany miasto podarowało w 1895 Towarzystwu Gimnastycznemu „Sokół”, autorami projektu byli Jan Lewiński i Edgar Kováts, którzy zaprojektowali kompleks sportowy złożony ze standardowego boiska do piłki nożnej wraz z otaczającą go bieżnią, kryty maneż, sale do ćwiczeń szermierczych i gimnastycznych. W skład kompleksu wchodziła widownia na 30 tysięcy widzów, w 1898 Jan Lewiński zaprojektował również budynek biurowy w stylu zakopiańskim. W tym czasie był to najnowocześniejszy obiekt sportowy we Lwowie i jeden z najlepszych w Austro-Węgrzech. Pomiędzy 1910 a 1930 na stadionie odbywały się mecze piłki nożnej, zawody hippiczne, wydarzenia sportowe i zloty Sokoła, od których nazywano go „Stadionem Sokoła na ulicy Cetnerowskiej”. Było to również stałe miejsce rozgrywek drużyn Lechia Lwów i Drugi Sokół. Po wkroczeniu do Lwowa Armii Czerwonej obiekt przekazano w użytkowanie drużynie Dobrowolnego Sportowego Towarzystwa „Spartak”.

### Po 1946
Od 1946 po utworzeniu Lwowskiego Państwowego Uniwersytetu Kultury Fizycznej stadion stał się miejscem ćwiczeń i rozgrywek lekkoatletycznych. Podczas przygotowań do Euro 2012 podjęto decyzję, że stadion będzie centrum szkoleniowym turnieju. Podczas przebudowy wzniesiono czterokondygnacyjny budynek ogólnego przeznaczenia z pomieszczeniami dla trenerów, zawodników i sędziów. Zawiera on pomieszczenia dla służb medycznych, salę konferencyjną dla stu osób, sale wykładowe oraz widownię z 3400 miejscami z siedzeniami w formie foteli z tworzywa sztucznego. 